# Daijiro Takakuwa
Daijiro Takakuwa (高桑 大二朗, Takakuwa Daijiro, Tokio, 10 augustus 1973) is een Japans voormalig voetballer die als doelman speelde. Hij speelde één interland in het nationale elftal van Japan.

## Statistieken
| Japans voetbalelftal | Japans voetbalelftal | Japans voetbalelftal |
| Jaar                 | Wed.                 | Dlp.                 |
| -------------------- | -------------------- | -------------------- |
| 2000                 | 1                    | 0                    |
| Totaal               | 1                    | 0                    |

## Prijzen

### Individueel
- J1 League Beste Elf Spelers: 2000

### Team
- Azië Cup Winnaar: 2000